# Rosemarie Kaufmann-Heinze
Rosemarie Kaufmann-Heinze (* 9. März 1948 in Colbitz; † 8. November 1998 in Leipzig) war eine deutsche Grafikerin, Illustratorin und Performancekünstlerin. Sie gehörte zu den markanten Grafikerinnen Sachsens.

## Leben und Werk
Rosemarie Heinze absolviert von 1966 bis 1969 eine Ausbildung zur Tiefdruckretuscheurin. Von 1969 bis 1972 studierte sie Theatermalerei und Plastik an der Hochschule für Bildende Kunst Dresden. Danach arbeitete sie als Bühnenmalerin am Meininger Theater, als pädagogische Mitarbeiterin im Schloss Wilhelmsburg in Schmalkalden und als graphische Gestalterin bei PIKO Elektrik in Schmalkalden. Von 1978 bis 1984 studierte sie bei Rolf Kuhrt in Leipzig an der Hochschule für Grafik und Buchkunst. 1982 machte sie eine Studienreise in die Lettische Sowjetrepublik. Ab 1984 arbeitete sie als freischaffende Künstlerin in Leipzig, neben der freien Grafik insbesondere als Buchillustratorin für literarische Werke. Sie schuf insbesondere expressive Lithografien und Holzschnitte und abstrahierende warme Farbgrafiken.
Ab 1988 hatte Rosemarie Kaufmann-Heinze einen Lehrauftrag an der Landesmusikschule Leipzig. 1990 war sie Mitbegründerin der 1. Alternativen Buchmesse in Leipzig und Gründerin der SESAM-Presse. 1991 nahm sie am 1. Druckgrafiksymposium im Künstlerhaus Hohenossig teil. 1994 begann sie mit Performances und Installationen.
In großem Umfang engagierte sich Rosemarie Kaufmann-Heinze kulturpolitisch. Unter anderem war sie 1992 Mitbegründerin der Internationalen Ausstellung für Künstlerbücher und Handpressendrucke in der Galerie Augenblick Leipzig. 1993 etabliert sie die Künstlerinnengruppe der Pressedruckerinnen, die sie dann in die GEDOK Leipzig/Sachsen überführte. 1993 war sie verantwortlich für Organisation und Regie des Workshops 93 Sächsischer Pressedruckerinnen. Ab 1993 war sie beratendes Mitglied des Fachausschusses Kultur, eines Beratungsgremiums der Deutschen UNESCO-Kommission.
Sie gab u. a. die Grafikmappe Hommage à Else Lasker-Schüler heraus, an der sich 14 Künstlerinnen beteiligten. Rosemarie Kaufmann-Heinze hatte eine Anzahl von Einzelausstellungen und Ausstellungsbeteiligungen. Arbeiten aus ihrem Nachlass befinden sich u. a. im Buch- und Schriftmuseum der Deutschen Nationalbibliothek Leipzig und in der Kunsthalle der Sparkasse Leipzig.
Rosemarie Kaufmann-Heinze war mit dem Fotografen Bernd Heinze verheiratet, mit dem sie zwei Söhne hatte.

## Mitgliedschaften
- 1984 bis 1990: Verband Bildender Künstler der DDR
- Ab 1990: Bund Bildender Künstler Leipzig
- Ab 1993: GEDOK, 1993 bis 1995 Vorsitzende der GEDOK-Gruppe Leipzig/Sachsen e.V.

## Werke (Auswahl)
- Aufbruch (Farblithografie, 1980)[2]
- Frühling (Farblithografie, 1980)[2]
- Traumfigur (Holzschnitt, 1984)[2]
- Jüdischer Friedhof (Farblithografie; Illustration zu Judith Trachtenberg von Karl Emil Franzos. Verlag der Nation Berlin, 1987, S. 99)[2]
- Reigen (Lithografie, 25 × 33 cm, 1992)[3]
- Quelle (Holzschnitt, 24,7 × 34,7 cm)[4]